# Bosque nacional Umpqua
El bosque nacional Umpqua es un bosque nacional de los Estados Unidos localizado en las cordillera de las Cascadas del sur de Oregón, cuenta con una superficie de un millón de acres (4000 km²), en Douglas Lane. Los cuatro distritos que conforman los guardabosques de la zona son Cottage Grove, Lake Diamond, Umpqua del Norte y Tiller Ranger. El bosque es administrado por el Servicio Forestal de Estados Unidos, con sede en Roseburg.

## El bosque
Es el hogar de muchas especies de animales. Grandes mamíferos como el alce, el ciervo, el oso negro, el puma y, al igual que los residentes más pequeños, ardillas, zorros, mapaches, y murciélagos viven los diversos hábitats forestales. Otros animales como búhos, águilas, águilas pescadoras, y halcones peregrinos, de vez en cuando se pueden ver en el bosque.